# Ембріональний розвиток людини

Людський ембріогенез від запліднення до закриття нервової трубки (23 день)

Ембріональний розвиток людини починається з утворення зиготи й закінчується пологами. Він триває біля 40 тижнів від запліднення, за цей час з однієї клітини виростає організм, який складається з мільярдів спеціалізованих клітин, що утворюють тканини й органи. І порядок їх формування, і швидкість росту визначає програма, закодована в хромосомному наборі зиготи.

## Розвиток ембріона людини
|                    |        |                  |                |                     |
| 1-ша доба розвитку | 2 доба | 3 доба, 8 клітин | 4 доба, Морула | Бластоциста, 5 доба |

Зигота протягом 3-4 днів пересувається матковою трубою в бік матки з 
Формування зародка із зиготи починається в матковій трубі. У ній відбувається поділ зиготи, діляться й клітини, які утворилися внаслідок цього. Так формується багатоклітинний зародок, що складається з диплоїдних клітин. Через деякий час клітини ембріона спеціалізуються: одні з них утворюють його оболонки, які беруть участь у забезпеченні умов існування зародка, інші формують тканини й органи нового організму.
Протягом 6-9 днів зародок рухається до матки. У цей час він росте і розвивається, використовуючи запас поживних речовин яйцеклітини. У матці відбувається імплантація — проникнення ембріона у внутрішній шар її тканин (ендометрію), до якого він прикріплюється виростами своєї зовнішньої оболонки. Прикріпившись, ембріон починає отримувати поживні речовини з організму матері.
Закладання систем органів ембріона відбувається швидко: на 4 тижні розвитку в ембріона, довжина якого становить близько 2 мм, вже є серце, кровоносні судини, зачатки органів чуття, нервової системи тощо. Функціонують й оболонки ембріона. Клітини внутрішньої оболонки продукують навколоплідну рідину. Вона створює середовище, у якому ембріон може рухатися, оберігає його від трясіння, стискання. Оболонки ембріона і навколоплідна рідина утворюють навколоплідний міхур. Ембріон росте, збільшується й навколоплідний міхур, що поступово заповнює матку матері. Росте й розтягується і сама матка.

## Етапи формування та розвитку ембріона людини
| Час після запліднення | Розмір ембріона | Особливості розвитку ембріона                                              |
| --------------------- | --------------- | -------------------------------------------------------------------------- |
| 1 тиждень             | 0,2 мм          | Понад 100 клітин, що формують стінки порожнистої кулі                      |
| 2 тижні               | 0,5 мм          | Клітини спеціалізуються, формуються 3 шари зародкових клітин               |
| 3 тижні               | 1,8-2 мм        | Закладаються хребет, нервова трубка                                        |
| 4 тижні               | 5-6 мм          | Формуються кровоносні судини, серцева трубка, кров, пуповина               |
| 5 тижнів              | 8-9 мм          | Закладається головний мозок, зачатки кінцівок. Серце починає скорочуватись |
| 6 тижнів              | 12-13 мм        | Формуються очі й вуха                                                      |
| 7 тижнів              | 16-17 мм        | Розвиваються всі внутрішні органи й частини тіла                           |
| 12 тижнів             | 50-60 мм        | Закінчується формування органів і частин тіла                              |
| 20 тижнів             | 150-160 мм      | Ростуть нігті й волосся, плід починає ворушитися                           |
| 24 тижні              | 170-180 мм      | Розплющуються очі                                                          |
| 28 тижнів             | 190-230 мм      | Плід активно рухається, реагує на гучні звуки                              |
| 30 тижнів             | 238-242 мм      | Плід перевертається, укладається голівкою вниз                             |
| 40 тижнів             | 490-530 мм      | Закінчується ембріональний розвиток                                        |

## Розвиток органів і систем органів

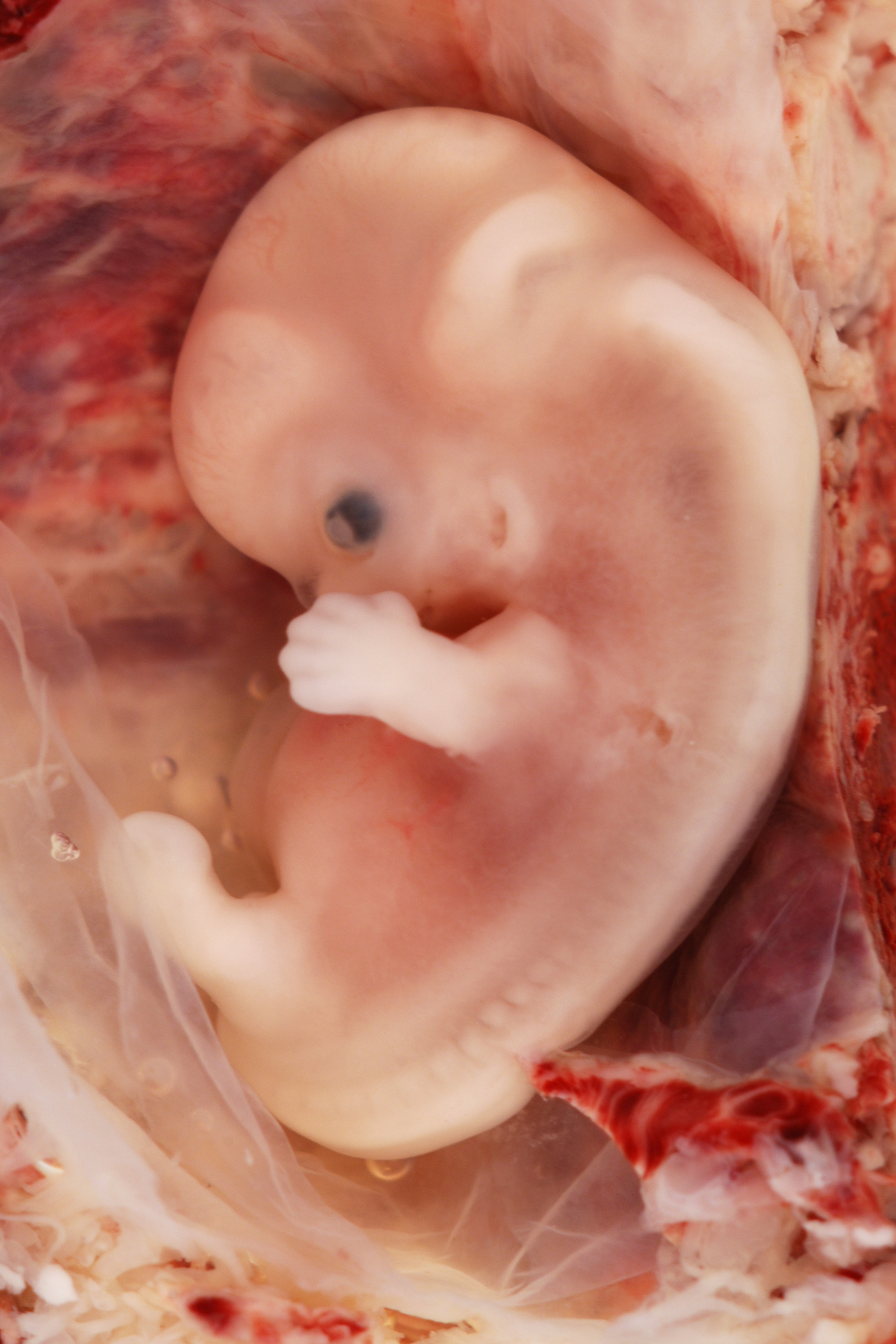
Дев'ятитижневий людський ембріон з позаматковою вагітністю

Органогенез — це розвиток органів, який починається з третього по восьмий тиждень і триває до народження. Іноді повний розвиток, як у легенях, триває після народження. Різні органи беруть участь у розвитку багатьох систем органів тіла.

### Кров
Гемопоетичні стовбурові клітини, які дають початок усім клітинам крові, розвиваються з мезодерми. Розвиток кровотворення відбувається в кластерах клітин крові, відомих як кров'яні острівці, в жовтковому мішку. Кров'яні острівці розвиваються поза ембріоном, на жовтковому мішку, алантоїсі, сполучній ніжці та хоріоні, з мезодермальних гемангіобластів.
У центрі кров'яного острівця гемангіобласти утворюють гемопоетичні стовбурові клітини, які є попередниками всіх типів клітин крові. На периферії кров'яного острівця гемангіобласти диференціюються в ангіобласти, попередники кровоносних судин.

### Серцево-судинна система

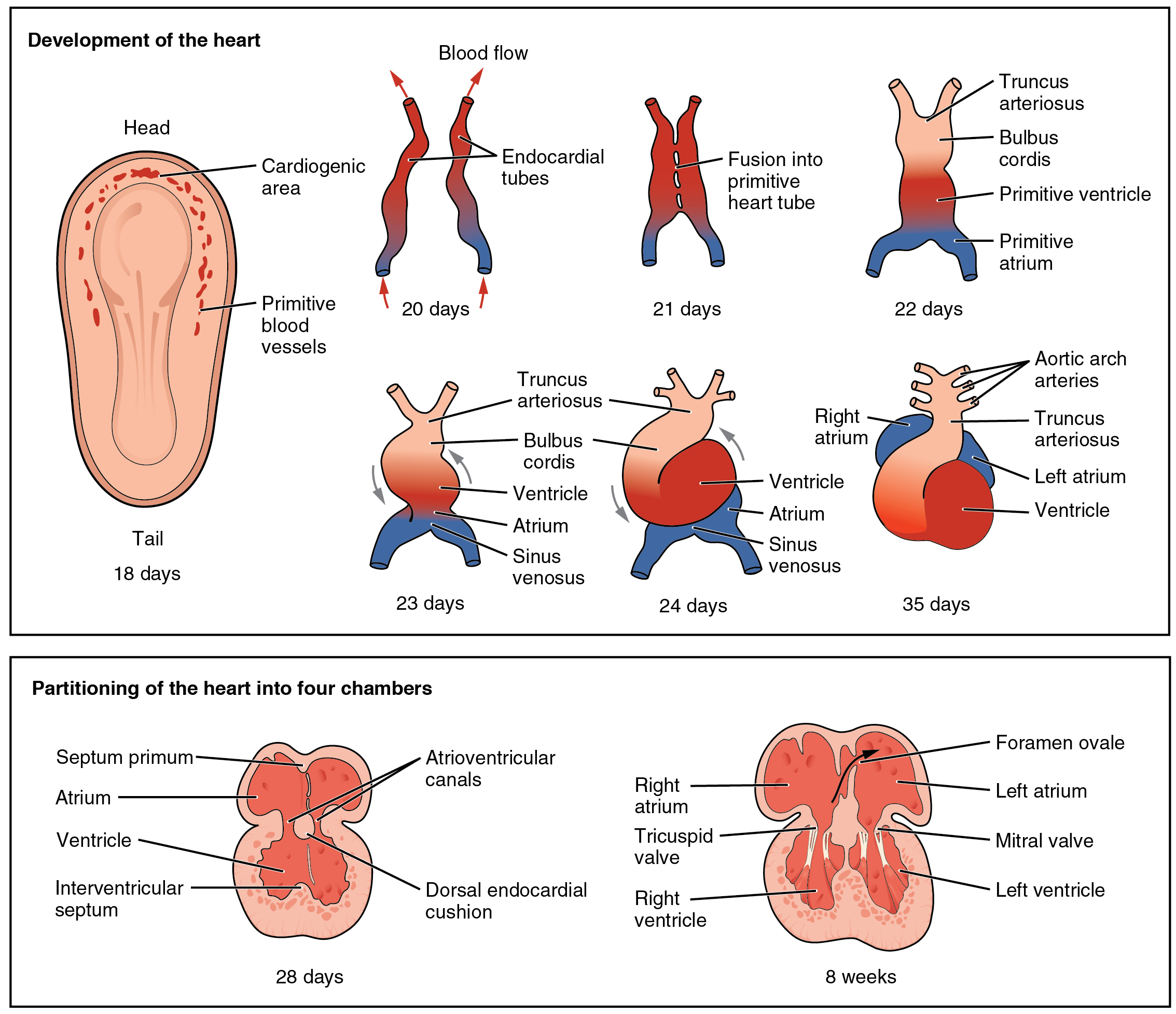

Серце є першим функціональним органом, що розвивається, і починає битися та перекачувати кров приблизно на 22-й день. Кардіальні міобласти та кров'яні острівці в спланхноплевричній мезенхімі з кожного боку нервової пластинки дають початок кардіогенній ділянці.:165Це підковоподібна ділянка біля голови ембріона. До 19-го дня, після клітинної сигналізації, в цій ділянці починають формуватися дві нитки у вигляді трубок, коли в них розвивається просвіт. Ці дві ендокардіальні трубки ростуть і до 21-го дня мігрують одна до одної та зливаються, утворюючи єдину первинну серцеву трубку, трубчасте серце. Це стає можливим завдяки згортанню ембріона, яке проштовхує трубки в грудну порожнину.
Одночасно з утворенням ендокардіальних трубок розпочався васкулогенез (розвиток кровоносної системи). Це починається на 18-й день з того, що клітини спланхноплевричної мезодерми диференціюються в ангіобласти, які розвиваються в плоскі ендотеліальні клітини. Вони з'єднуються, утворюючи невеликі везикули, які називаються ангіоцистами, які з'єднуються, утворюючи довгі судини, що називаються ангіобластичними тяжами. Ці тяжі розвиваються в розгалужену мережу сплетінь у процесі формування судинної мережі. Ця мережа росте завдяки додатковому брунькуванню та проростанню нових судин у процесі ангіогенезу. Після васкулогенезу та розвитку ранньої судинної системи відбувається стадія судинного ремоделювання.
Трубчасте серце швидко формує п'ять чітких ділянок. З голови до хвоста це: лійка, артеріальна цибулина, первинний шлуночок, первинне передсердя та венозний синус. Спочатку вся венозна кров надходить у венозний синус і проштовхується з хвоста до голови в артеріальний стовбур. Останній розділиться, утворюючи аорта та легенева артерія; артеріальна цибулина розвинеться в правий (первинний) шлуночок; первинний шлуночок сформує лівий шлуночок; первинне передсердя стане передніми частинами лівого та правого передсердь та їхніми вушками, а венозний синус розвинеться в задню частину правого передсердя, синоатріальний вузол та коронарний синус.
Серцеве петлеутворення починає формувати серце як один із процесів морфогенезу і завершується до кінця четвертого тижня. Програмована клітинна смерть (апоптоз) на поверхнях з'єднання забезпечує злиття. У середині четвертого тижня венозний синус отримує кров із трьох головних вен: жовткової, пупкової та загальних кардинальних вен.
Протягом перших двох місяців розвитку починає формуватися міжпередсердна перегородка. Ця перегородка розділяє первинне передсердя на праве та ліве передсердя. Спочатку вона починається як серпоподібний шматок тканини, який росте вниз як первинна перегородка. Серпоподібна форма запобігає повному закриттю передсердь, дозволяючи крові шунтуватися з правого передсердя в ліве через отвір, відомий як первинний отвір. Він закривається з подальшим розвитком системи, але перш ніж це станеться, у верхній частині передсердя починає формуватися другий отвір (вторинний отвір), що забезпечує продовження шунтування крові.
Друга перегородка (вторинна перегородка) починає формуватися праворуч від первинної перегородки. Вона також залишає невеликий отвір, овальний отвір, який сполучається з попереднім отвором вторинної перегородки. Первинна перегородка редукується до невеликого клаптя, який діє як клапан овального отвору і залишається таким до його закриття при народженні. Між шлуночками також формується нижня перегородка, яка розвивається в м'язову міжшлуночкова перегородка.

### Травна система
Травна система починає розвиватися з третього тижня, і до дванадцятого тижня органи займають правильне положення.

### Дихальна система
Дихальна система розвивається з легеневої бруньки, яка з'являється на вентральній стінці передньої кишки приблизно на четвертому тижні розвитку. Легенева брунька формує трахею та два бічних вирости, відомі як бронхіальні бруньки, які збільшуються на початку п'ятого тижня, утворюючи лівий та правий головні бронхи. Ці бронхи, у свою чергу, утворюють вторинні (часткові) бронхи: три праворуч і два ліворуч (що відображає кількість часток легені). З вторинних бронхів утворюються третинні бронхи.
У той час як внутрішня вистилка гортані походить від легеневої бруньки, її хрящі та м'язи походять від четвертої та шостої зябрових дуг.

## Інтернет-ресурси
- Virtual human embryo
- Photo of blastocyst in utero
- Slideshow: In the Womb